# Saison 2015-2016 des Bulls de Chicago
La saison 2015-2016 des Bulls de Chicago est la 50e saison de la franchise en National Basketball Association (NBA).

## Draft
| Tour | Choix | Joueur       | Poste | Nationalité | Provenance               |
| ---- | ----- | ------------ | ----- | ----------- | ------------------------ |
| 1    | 22    | Bobby Portis | PF    | États-Unis  | Razorbacks de l'Arkansas |

## Pré-saison
| Pré-saison Total: 4-4 (Domicile : 3-2 ; Extérieur : 1-2) |

| Match | Date match | Équipe      | Score     | Meilleur marqueur      | Meilleur rebondeur  | Meilleur passeur   | Lieux Spectateurs             | Série |
| ----- | ---------- | ----------- | --------- | ---------------------- | ------------------- | ------------------ | ----------------------------- | ----- |
| 1     | 6 octobre  | Milwaukee   | V 105-95  | Butler, McDermott (23) | Bobby Portis (14)   | Jimmy Butler (6)   | United Center 21 199          | 1 - 0 |
| 2     | 8 octobre  | @ Denver    | D 94-111  | Nikola Mirotić (18)    | Bobby Portis (17)   | Jimmy Butler (4)   | Coors Event Center 5 305      | 1 - 1 |
| 3     | 10 octobre | @ Minnesota | V 114-105 | E'Twaun Moore (18)     | Mirotić ,Portis (8) | E'Twaun Moore (5)  | MTS Centre 15 294             | 2 - 1 |
| 4     | 12 octobre | New Orleans | D 115-123 | Bobby Portis (20)      | Bobby Portis (11)   | 3 joueurs (3)      | United Center 21 407          | 2 - 2 |
| 5     | 14 octobre | Détroit     | D 91-114  | E'Twaun Moore (16)     | Joakim Noah (9)     | E'Twaun Moore (4)  | United Center 21 713          | 2 - 3 |
| 6     | 19 octobre | @ Charlotte | D 86-94   | Jimmy Butler (18)      | Joakim Noah (13)    | Joakim Noah (7)    | Time Warner Cable Arena 8 769 | 2 - 4 |
| 7     | 20 octobre | Indiana     | V 103-94  | Aaron Brooks (22)      | Pau Gasol (8)       | Brooks, Butler (6) | United Center 21 512          | 3 - 4 |
| 8     | 23 octobre | Dallas      | V 103-102 | Taj Gibson (16)        | Joakim Noah (10)    | Jimmy Butler (6)   | Pinnacle Bank Arena 15 297    | 4 - 4 |

## Saison régulière
| Saison régulière Total: 42-40 (Domicile : 26-15 ; Extérieur : 16-25) |

| Match | Date match | Équipe     | Score        | Meilleur marqueur   | Meilleur rebondeur | Meilleur passeur | Lieux Spectateurs                 | Série |
| ----- | ---------- | ---------- | ------------ | ------------------- | ------------------ | ---------------- | --------------------------------- | ----- |
| 1     | 27 octobre | Cleveland  | V 97-95      | Nikola Mirotić (19) | Taj Gibson (10)    | Derrick Rose (5) | United Center 21 957              | 1 - 0 |
| 2     | 28 octobre | @ Brooklyn | V 115-100    | Jimmy Butler (24)   | Gasol, Mirotić (9) | Jimmy Butler (6) | Barclays Center 17 732            | 2 - 0 |
| 3     | 30 octobre | @ Détroit  | D 94-98 (OT) | Jimmy Butler (23)   | Pau Gasol (12)     | Derrick Rose (6) | The Palace of Auburn Hills 16 035 | 2 - 1 |

| Match | Date match   | Équipe         | Score         | Meilleur marqueur   | Meilleur rebondeur  | Meilleur passeur | Lieux Spectateurs                 | Série  |
| ----- | ------------ | -------------- | ------------- | ------------------- | ------------------- | ---------------- | --------------------------------- | ------ |
| 4     | 1er novembre | Orlando        | V 92-87       | Gasol, Mirotić (16) | Joakim Noah (9)     | Derrick Rose (8) | United Center 21 585              | 3 - 1  |
| 5     | 3 novembre   | @ Charlotte    | D 105-130     | Jimmy Butler (26)   | Pau Gasol (8)       | Derrick Rose (5) | Time Warner Cable Arena 15 136    | 3 - 2  |
| 6     | 5 novembre   | Oklahoma City  | V 104-98      | Derrick Rose (29)   | Pau Gasol (10)      | Derrick Rose (7) | United Center 21 861              | 4 - 2  |
| 7     | 7 novembre   | Minnesota      | D 93-102 (OT) | Pau Gasol (21)      | Pau Gasol (14)      | Joakim Noah (7)  | United Center 21 988              | 4 - 3  |
| 8     | 9 novembre   | @ Philadelphie | V 111-88      | Nikola Mirotić (20) | Nikola Mirotić (10) | Derrick Rose (8) | Wells Fargo Center 13 879         | 5 - 3  |
| 9     | 13 novembre  | Charlotte      | V 102-97      | Jimmy Butler (27)   | Joakim Noah (18)    | Derrick Rose (8) | United Center 21 749              | 6 - 3  |
| 10    | 16 novembre  | Indiana        | V 96-95       | Derrick Rose (23)   | Pau Gasol (13)      | Derrick Rose (7) | United Center 21 660              | 7 - 3  |
| 11    | 18 novembre  | @ Phoenix      | V 103-97      | Jimmy Butler (32)   | Joakim Noah (11)    | Kirk Hinrich (6) | Talking Stick Resort Arena 17 377 | 8 - 3  |
| 12    | 20 novembre  | @ Golden State | D 94-106      | Jimmy Butler (28)   | Mirotić, Gasol (10) | Jimmy Butler (7) | Oracle Arena 19 596               | 8 - 4  |
| 13    | 24 novembre  | @ Portland     | V 93-88       | Jimmy Butler (22)   | Pau Gasol (14)      | Derrick Rose (6) | Moda Center 19 393                | 9 - 4  |
| 14    | 27 novembre  | @ Indiana      | D 92-104      | Nikola Mirotić (25) | Pau Gasol (11)      | Butler, Rose (5) | Bankers Life Fieldhouse 18 165    | 9 - 5  |
| 15    | 30 novembre  | San Antonio    | V 92-89       | Pau Gasol (18)      | Pau Gasol (13)      | Joakim Noah (7)  | United Center 21 909              | 10 - 5 |

| Match | Date match  | Équipe          | Score           | Meilleur marqueur   | Meilleur rebondeur | Meilleur passeur   | Lieux Spectateurs               | Série   |
| ----- | ----------- | --------------- | --------------- | ------------------- | ------------------ | ------------------ | ------------------------------- | ------- |
| 16    | 2 décembre  | Denver          | V 99-90         | Pau Gasol (24)      | Pau Gasol (16)     | Derrick Rose (9)   | United Center 21 349            | 11 - 5  |
| 17    | 5 décembre  | Charlotte       | D 96-102        | Jimmy Butler (25)   | Pau Gasol (11)     | Joakim Noah (6)    | United Center 21 770            | 11 - 6  |
| 18    | 7 décembre  | Phoenix         | D 101-103       | Pau Gasol (22)      | Pau Gasol (10)     | Gasol, Noah (6)    | United Center 21 337            | 11 - 7  |
| 19    | 9 décembre  | @ Boston        | D 100-105       | Jimmy Butler (36)   | Pau Gasol (15)     | Derrick Rose (6)   | TD Garden 17 318                | 11 - 8  |
| 20    | 10 décembre | L. A. Clippers  | V 83-80         | Pau Gasol (24)      | Joakim Noah (13)   | Jimmy Butler (8)   | United Center 21 491            | 12 - 8  |
| 21    | 12 décembre | New Orleans     | V 98-94         | Pau Gasol (18)      | Pau Gasol (11)     | Brooks, Rose (3)   | United Center 21 605            | 13 - 8  |
| 22    | 14 décembre | Philadelphie    | V 115-96        | Jimmy Butler (23)   | Joakim Noah (15)   | Joakim Noah (8)    | United Center 21 166            | 14 - 8  |
| 23    | 16 décembre | Memphis         | V 98-85         | Jimmy Butler (24)   | Pau Gasol (14)     | Noah, Rose (5)     | United Center 21 032            | 15 - 8  |
| 24    | 18 décembre | Détroit         | D 144-147 (4OT) | Jimmy Butler (43)   | Pau Gasol (15)     | Derrick Rose (8)   | United Center 21 534            | 15 - 9  |
| 25    | 19 décembre | @ New York      | D 91-107        | Joakim Noah (21)    | Bobby Portis (11)  | Jimmy Butler (5)   | Madison Square Garden 19 812    | 15 - 10 |
| 26    | 21 décembre | Brooklyn        | D 102-105       | Jimmy Butler (24)   | Gasol, Gibson (9)  | Joakim Noah (8)    | United Center 21 825            | 15 - 11 |
| 27    | 25 décembre | @ Oklahoma City | V 105-96        | Jimmy Butler (23)   | Pau Gasol (13)     | Pau Gasol (6)      | Chesapeake Energy Arena 18 203  | 16 - 11 |
| 28    | 26 décembre | @ Dallas        | D 111-118       | Nikola Mirotić (23) | Pau Gasol (9)      | Jimmy Butler (8)   | American Airlines Center 20 392 | 16 - 12 |
| 29    | 28 décembre | Toronto         | V 104-97        | Gasol, Snell (22)   | Taj Gibson (11)    | Brooks, Butler (5) | United Center 21 898            | 17 - 12 |
| 30    | 30 décembre | Indiana         | V 102-100 (OT)  | Aaron Brooks (22)   | Taj Gibson (14)    | Aaron Brooks (5)   | United Center 22 206            | 18 - 12 |

| Match | Date match  | Équipe           | Score          | Meilleur marqueur | Meilleur rebondeur  | Meilleur passeur   | Lieux Spectateurs                | Série   |
| ----- | ----------- | ---------------- | -------------- | ----------------- | ------------------- | ------------------ | -------------------------------- | ------- |
| 31    | 1er janvier | New York         | V 108-81       | Jimmy Butler (23) | Bobby Portis (10)   | Nikola Mirotić (7) | United Center 22 443             | 19 - 12 |
| 32    | 3 janvier   | @ Toronto        | V 115-113      | Jimmy Butler (42) | Pau Gasol (13)      | Pau Gasol (6)      | Centre Air Canada 19 800         | 20 - 12 |
| 33    | 5 janvier   | Milwaukee        | V 117-106      | Jimmy Butler (32) | Taj Gibson (14)     | Jimmy Butler (10)  | United Center 21 686             | 21 - 12 |
| 34    | 7 janvier   | Boston           | V 101-92       | Jimmy Butler (19) | Pau Gasol (18)      | Jimmy Butler (10)  | United Center 21 497             | 22 - 12 |
| 35    | 9 janvier   | @ Atlanta        | D 107-120      | Jimmy Butler (27) | Nikola Mirotić (10) | Gasol, Rose (5)    | Philips Arena 19 010             | 22 - 13 |
| 36    | 11 janvier  | Washington       | D 100-114      | Derrick Rose (23) | Pau Gasol (10)      | Jimmy Butler (7)   | United Center 21 409             | 22 - 14 |
| 37    | 12 janvier  | @ Milwaukee      | D 101-106      | Jimmy Butler (30) | Pau Gasol (14)      | Jimmy Butler (6)   | BMO Harris Bradley Center 16 867 | 22 - 15 |
| 38    | 14 janvier  | @ Philadelphie   | V 115-111 (OT) | Jimmy Butler (53) | Joakim Noah (16)    | Joakim Noah (8)    | Wells Fargo Center 14 063        | 23 - 15 |
| 39    | 15 janvier  | Dallas           | D 77-83        | Derrick Rose (18) | Taj Gibson (11)     | Jimmy Butler (6)   | United Center 22 056             | 23 - 16 |
| 40    | 18 janvier  | @ Détroit        | V 111-101      | Pau Gasol (31)    | Pau Gasol (12)      | Aaron Brooks (10)  | Palace of Auburn Hills 18 935    | 24 - 16 |
| 41    | 20 janvier  | Golden State     | D 94-125       | Derrick Rose (29) | Portis, Gasol (8)   | 7 joueurs (2)      | United Center 23 152             | 24 - 17 |
| 42    | 22 janvier  | @ Boston         | D 101-110      | Jimmy Butler (28) | Jimmy Butler (14)   | 3 joueurs (3)      | TD Garden 18 624                 | 24 - 18 |
| 43    | 23 janvier  | @ Cleveland      | V 96-83        | Pau Gasol (25)    | Pau Gasol (10)      | Pau Gasol (6)      | Quicken Loans Arena 20 562       | 25 - 18 |
| 44    | 25 janvier  | Miami            | D 84-89        | Pau Gasol (19)    | Pau Gasol (17)      | Aaron Brooks (6)   | United Center 21 720             | 25 - 19 |
| 45    | 28 janvier  | @ L. A. Lakers   | V 114-91       | Jimmy Butler (26) | Pau Gasol (12)      | Jimmy Butler (10)  | Staples Center 18 997            | 26 - 19 |
| 46    | 31 janvier  | @ L. A. Clippers | D 93-120       | Jimmy Butler (23) | Pau Gasol (14)      | Gasol, Moore (5)   | Staples Center 19 325            | 26 - 20 |

| Match               | Date match  | Équipe       | Score         | Meilleur marqueur   | Meilleur rebondeur | Meilleur passeur  | Lieux Spectateurs              | Série   |
| ------------------- | ----------- | ------------ | ------------- | ------------------- | ------------------ | ----------------- | ------------------------------ | ------- |
| 47                  | 1er février | @ Utah       | D 96-105 (OT) | Jimmy Butler (26)   | Taj Gibson (11)    | Jimmy Butler (6)  | Vivint Smart Home Arena 18 811 | 26 - 21 |
| 48                  | 3 février   | @ Sacramento | V 107-102     | E'Twaun Moore (24)  | Pau Gasol (13)     | Derrick Rose (9)  | Sleep Train Arena 17 317       | 27 - 21 |
| 49                  | 5 février   | @ Denver     | D 110-115     | Derrick Rose (30)   | Derrick Rose (9)   | Derrick Rose (8)  | Pepsi Center 19 155            | 27 - 22 |
| 50                  | 6 février   | @ Minnesota  | D 105-112     | Pau Gasol (25)      | Pau Gasol (8)      | Derrick Rose (10) | Target Center 17 876           | 27 - 23 |
| 51                  | 8 février   | @ Charlotte  | D 91-108      | Pau Gasol (22)      | Pau Gasol (10)     | Pau Gasol (7)     | Time Warner Cable Arena 15 886 | 27 - 24 |
| 52                  | 10 février  | Atlanta      | D 90-113      | Pau Gasol (20)      | Portis, Gasol (10) | Gasol, Moore (5)  | United Center 21 709           | 27 - 25 |
| All-Star Break 2016 |             |              |               |                     |                    |                   |                                |         |
| 53                  | 18 février  | @ Cleveland  | D 95-106      | Derrick Rose (28)   | Bobby Portis (10)  | Pau Gasol (4)     | Quicken Loans Arena 20 562     | 27 - 26 |
| 54                  | 19 février  | Toronto      | V 116-106     | Doug McDermott (30) | Pau Gasol (11)     | Pau Gasol (9)     | United Center 21 849           | 28 - 26 |
| 55                  | 21 février  | L. A. Lakers | V 126-115     | Moore, Rose (24)    | Taj Gibson (8)     | Derrick Rose (6)  | United Center 23 143           | 29 - 26 |
| 56                  | 24 février  | Washington   | V 109-104     | Moore, Gibson (17)  | Pau Gasol (15)     | Pau Gasol (9)     | United Center 21 560           | 30 - 26 |
| 57                  | 26 février  | @ Atlanta    | D 88-103      | Doug McDermott (20) | Pau Gasol (17)     | Aaron Brooks (5)  | Philips Arena 18 123           | 30 - 27 |
| 58                  | 27 février  | Portland     | D 95-103      | Pau Gasol (22)      | Pau Gasol (16)     | Pau Gasol (14)    | United Center 21 962           | 30 - 28 |

| Match | Date match | Équipe        | Score     | Meilleur marqueur   | Meilleur rebondeur       | Meilleur passeur | Lieux Spectateurs              | Série   |
| ----- | ---------- | ------------- | --------- | ------------------- | ------------------------ | ---------------- | ------------------------------ | ------- |
| 59    | 1er mars   | @ Miami       | D 111-129 | Derrick Rose (17)   | Pau Gasol (9)            | Pau Gasol (6)    | American Airlines Arena 19 654 | 30 - 29 |
| 60    | 2 mars     | @ Orlando     | D 89-102  | Derrick Rose (16)   | Portis, Dunleavy Jr. (6) | Derrick Rose (6) | Amway Center 16 072            | 30 - 30 |
| 61    | 5 mars     | Houston       | V 108-100 | Pau Gasol (28)      | Pau Gasol (17)           | Derrick Rose (9) | United Center 22 203           | 31 - 30 |
| 62    | 7 mars     | Milwaukee     | V 100-90  | Derrick Rose (22)   | Pau Gasol (17)           | Pau Gasol (13)   | United Center 21 672           | 32 - 30 |
| 63    | 10 mars    | @ San Antonio | D 101-109 | Gasol, Rose (21)    | Pau Gasol (12)           | Derrick Rose (6) | AT&T Center 18 418             | 32 - 31 |
| 64    | 11 mars    | Miami         | D 96-118  | Pau Gasol (17)      | Pau Gasol (12)           | Derrick Rose (9) | United Center 22 067           | 32 - 32 |
| 65    | 14 mars    | @ Toronto     | V 109-107 | Doug McDermott (29) | Taj Gibson (10)          | Jimmy Butler (6) | Centre Air Canada 19 800       | 33 - 32 |
| 66    | 16 mars    | @ Washington  | D 96-117  | Doug McDermott (20) | 3 joueurs (6)            | Derrick Rose (4) | Verizon Center 19 556          | 33 - 33 |
| 67    | 17 mars    | Brooklyn      | V 118-102 | Jimmy Butler (22)   | Bobby Portis (14)        | Jimmy Butler (7) | United Center 21 513           | 34 - 33 |
| 68    | 19 mars    | Utah          | V 92-85   | Derrick Rose (22)   | Taj Gibson (10)          | Jimmy Butler (6) | United Center 21 856           | 35 - 33 |
| 69    | 21 mars    | Sacramento    | V 109-102 | Gibson, Rose (18)   | Pau Gasol (14)           | Jimmy Butler (8) | United Center 21 531           | 36 - 33 |
| 70    | 23 mars    | New York      | D 107-115 | Nikola Mirotić (35) | Nikola Mirotić (6)       | Jimmy Butler (8) | United Center 21 788           | 36 - 34 |
| 71    | 24 mars    | @ New York    | D 94-106  | Derrick Rose (30)   | Gibson, Mirotić (6)      | 3 joueurs (3)    | Madison Square Garden 19 812   | 36 - 35 |
| 72    | 26 mars    | @ Orlando     | D 89-111  | Taj Gibson (16)     | Bobby Portis (7)         | Pau Gasol (8)    | Amway Center 18 846            | 36 - 36 |
| 73    | 28 mars    | Atlanta       | D 100-102 | Derrick Rose (20)   | Taj Gibson (12)          | Gasol, Rose (5)  | United Center 21 761           | 36 - 37 |
| 74    | 29 mars    | @ Indiana     | V 98-96   | Nikola Mirotić (28) | Pau Gasol (12)           | Pau Gasol (7)    | Bankers Life Fieldhouse 17 050 | 37 - 37 |
| 75    | 31 mars    | @ Houston     | V 103-100 | Nikola Mirotić (28) | Pau Gasol (10)           | Jimmy Butler (6) | Toyota Center 18 244           | 38 - 37 |

| Match | Date match | Équipe        | Score     | Meilleur marqueur   | Meilleur rebondeur | Meilleur passeur  | Lieux Spectateurs                | Série   |
| ----- | ---------- | ------------- | --------- | ------------------- | ------------------ | ----------------- | -------------------------------- | ------- |
| 76    | 2 avril    | Détroit       | D 90-94   | Jimmy Butler (28)   | Jimmy Butler (17)  | Jimmy Butler (12) | United Center 22 197             | 38 - 38 |
| 77    | 3 avril    | @ Milwaukee   | V 102-98  | Jimmy Butler (25)   | Pau Gasol (8)      | Pau Gasol (8)     | BMO Harris Bradley Center 15 768 | 39 - 38 |
| 78    | 5 avril    | @ Memphis     | D 92-108  | Nikola Mirotić (20) | Pau Gasol (10)     | Derrick Rose (8)  | FedExForum 17 591                | 39 - 39 |
| 79    | 7 avril    | @ Miami       | D 98-106  | Jimmy Butler (25)   | Pau Gasol (12)     | Jimmy Butler (6)  | American Airlines Arena 19 771   | 39 - 40 |
| 80    | 9 avril    | Cleveland     | V 105-102 | Jimmy Butler (21)   | Pau Gasol (12)     | Jimmy Butler (6)  | United Center 22 186             | 40 - 40 |
| 81    | 11 avril   | @ New Orleans | V 121-116 | Jimmy Butler (23)   | Bobby Portis (8)   | Jimmy Butler (11) | Smoothie King Center 16 867      | 41 - 40 |
| 82    | 13 avril   | Philadelphie  | V 115-105 | Nikola Mirotić (32) | Bobby Portis (14)  | Jimmy Butler (10) | United Center 21 777             | 42 - 40 |

## Confrontations
| Conférence Est      | Conférence Est                             | Conférence Est                             | Conférence Est                             | Conférence Est                             | Conférence Ouest                           | Conférence Ouest                           | Conférence Ouest                           |
| Division Atlantique | Division Atlantique                        | Division Atlantique                        | Division Atlantique                        | Division Atlantique                        | Division Nord-Ouest                        | Division Nord-Ouest                        | Division Nord-Ouest                        |
| Équipe              | Domicile                                   | Domicile                                   | Extérieur                                  | Extérieur                                  | Équipe                                     | Domicile                                   | Extérieur                                  |
| ------------------- | ------------------------------------------ | ------------------------------------------ | ------------------------------------------ | ------------------------------------------ | ------------------------------------------ | ------------------------------------------ | ------------------------------------------ |
| Boston              | 101-92                                     |                                            | 100-105                                    | 101-110                                    | Denver                                     | 99-90                                      | 110-115                                    |
| Brooklyn            | 102-105                                    | 118-102                                    | 115-100                                    |                                            | Minnesota                                  | 93-102 (OT)                                | 105-112                                    |
| New York            | 108-81                                     | 107-115                                    | 91-107                                     | 94-106                                     | Oklahoma City                              | 104-98                                     | 105-96                                     |
| Philadelphie        | 115-96                                     | 115-105                                    | 111-88                                     | 115-111 (OT)                               | Portland                                   | 95-103                                     | 93-88                                      |
| Toronto             | 104-97                                     | 116-106                                    | 115-113                                    | 109-107                                    | Utah                                       | 92-85                                      | 96-105 (OT)                                |
|                     | 7–2                                        | 7–2                                        | 5–4                                        | 5–4                                        |                                            | 3–2                                        | 2–3                                        |
| Division            | 12–6                                       | 12–6                                       | 12–6                                       | 12–6                                       | Division                                   | 5–5                                        | 5–5                                        |
| Division Centrale   | Division Centrale                          | Division Centrale                          | Division Centrale                          | Division Centrale                          | Division Pacifique                         | Division Pacifique                         | Division Pacifique                         |
| Equipe              | Domicile                                   | Domicile                                   | Extérieur                                  | Extérieur                                  | Equipe                                     | Domicile                                   | Extérieur                                  |
|                     |                                            |                                            |                                            |                                            | Golden State                               | 94-125                                     | 94-106                                     |
| Cleveland           | 99-95                                      | 105-102                                    | 96-83                                      | 95-106                                     | L.A. Clippers                              | 83-80                                      | 93-120                                     |
| Detroit             | 144-147 (3OT)                              | 90-94                                      | 94-98 (OT)                                 | 111-101                                    | L.A. Lakers                                | 126-115                                    | 114-91                                     |
| Indiana             | 96-95                                      | 102-100 (OT)                               | 92-104                                     | 98-96                                      | Phoenix                                    | 101-103                                    | 103-97                                     |
| Milwaukee           | 117-106                                    | 100-90                                     | 101-106                                    | 102-98                                     | Sacramento                                 | 109-102                                    | 107-102                                    |
|                     | 6–2                                        | 6–2                                        | 4–4                                        | 4–4                                        |                                            | 3–2                                        | 3–2                                        |
| Division            | 10-6                                       | 10-6                                       | 10-6                                       | 10-6                                       | Division                                   | 6–4                                        | 6–4                                        |
| Division Sud-Est    | Division Sud-Est                           | Division Sud-Est                           | Division Sud-Est                           | Division Sud-Est                           | Division Sud-Ouest                         | Division Sud-Ouest                         | Division Sud-Ouest                         |
| Equipe              | Domicile                                   | Domicile                                   | Extérieur                                  | Extérieur                                  | Equipe                                     | Domicile                                   | Extérieur                                  |
| Atlanta             | 90-113                                     | 100-102                                    | 107-120                                    | 88-103                                     | Dallas                                     | 77-83                                      | 111-118                                    |
| Charlotte           | 102-97                                     | 96-102                                     | 105-130                                    | 91-108                                     | Houston                                    | 108-100                                    | 103-100                                    |
| Miami               | 84-89                                      | 96-118                                     | 111-129                                    | 98-106                                     | Memphis                                    | 98-85                                      | 92-108                                     |
| Orlando             | 92-87                                      |                                            | 89-102                                     | 89-111                                     | New Orleans                                | 98-94                                      | 121-116                                    |
| Washington          | 100-114                                    | 109-104                                    | 96-117                                     |                                            | San Antonio                                | 92-89                                      | 101-109                                    |
|                     | 3–6                                        | 3–6                                        | 0–9                                        | 0–9                                        |                                            | 4–1                                        | 2–3                                        |
| Division            | 3–15                                       | 3–15                                       | 3–15                                       | 3–15                                       | Division                                   | 6-4                                        | 6-4                                        |
| Conférence          | 25–27 (Domicile : 16–10; Extérieur: 9–17)  | 25–27 (Domicile : 16–10; Extérieur: 9–17)  | 25–27 (Domicile : 16–10; Extérieur: 9–17)  | 25–27 (Domicile : 16–10; Extérieur: 9–17)  | Conférence                                 | 17–13 (Domicile : 10–5 ; Extérieur : 7–8)  | 17–13 (Domicile : 10–5 ; Extérieur : 7–8)  |
| Total               | 42-40 (Domicile : 26–15; Extérieur: 16–25) | 42-40 (Domicile : 26–15; Extérieur: 16–25) | 42-40 (Domicile : 26–15; Extérieur: 16–25) | 42-40 (Domicile : 26–15; Extérieur: 16–25) | 42-40 (Domicile : 26–15; Extérieur: 16–25) | 42-40 (Domicile : 26–15; Extérieur: 16–25) | 42-40 (Domicile : 26–15; Extérieur: 16–25) |

## Effectif actuel
| Bulls de Chicago Effectif en fin de saison régulière |    |                        |                   |                        |
| Entraîneur : Fred Hoiberg                            |    |                        |                   |                        |
| Ailier fort, Pivot                                   | 41 | Drapeau de l'Australie | Cameron Bairstow  | Nouveau-Mexique        |
| Meneur                                               | 0  | Drapeau des États-Unis | Aaron Brooks      | Oregon                 |
| Arrière, Ailier                                      | 21 | Drapeau des États-Unis | Jimmy Butler      | Marquette              |
| Arrière, Ailier                                      | 34 | Drapeau des États-Unis | Mike Dunleavy Jr. | Duke                   |
| Ailier fort                                          | 6  | Drapeau du Brésil      | Cristiano Felicio | CCSE Prep Academy (CA) |
| Ailier fort                                          | 16 | Drapeau de l'Espagne   | Pau Gasol         | Espagne                |
| Ailier fort                                          | 22 | Drapeau des États-Unis | Taj Gibson        | USC                    |
| Arrière, Ailier                                      | 7  | Drapeau des États-Unis | Justin Holiday    | Washington             |
| Ailier                                               | 3  | Drapeau des États-Unis | Doug McDermott    | Creighton              |
| Ailier                                               | 44 | Drapeau du Monténégro  | Nikola Mirotić    | Espagne                |
| Meneur, Arrière                                      | 55 | Drapeau des États-Unis | E'Twaun Moore     | Purdue                 |
| Ailier fort, Pivot                                   | 13 | Drapeau de la France   | Joakim Noah (C)   | Florida                |
| Ailier fort                                          | 5  | Drapeau des États-Unis | Bobby Portis      | Arkansas               |
| Meneur                                               | 1  | Drapeau des États-Unis | Derrick Rose (C)  | Memphis                |
| Ailier                                               | 20 | Drapeau des États-Unis | Tony Snell        | New Mexico             |
| (C) Capitaine - Blessé                               |    |                        |                   |                        |

## Contrats et salaires 2015-2016
| Joueur            | Poste      | Âge        | Exp        | Contrat                | Salaire 2015-2016 | Fin du contrat |
| ----------------- | ---------- | ---------- | ---------- | ---------------------- | ----------------- | -------------- |
| Joueurs actuels   |            |            |            |                        |                   |                |
| Cameron Bairstow  | PF         | 24         | 1          | 2 332 826 $ sur 3 ans  | 845,059 $         | 2017           |
| Aaron Brooks      | PG         | 30         | 7          | 2 250 000 $ sur 1 an   | 2 250 000 $       | 2016           |
| Jimmy Butler      | SG         | 26         | 4          | 92 339 878 $ sur 5 ans | 16 407 500 $      | 2020           |
| Mike Dunleavy Jr. | SG         | 35         | 13         | 14 512 500 $ sur 3 ans | 4 500 000 $       | 2018           |
| Cristiano Felicio | PF         | 23         | 0          | 1 399 729 $ sur 2 ans  | 525,093 $         | 2017           |
| Pau Gasol         | PF         | 35         | 14         | 22 346 280 $ sur 3 ans | 7 448 760 $       | 2017 (P)       |
| Taj Gibson        | PF         | 30         | 6          | 33 000 000 $ sur 4 ans | 8 500 000 $       | 2017           |
| Justin Holiday    | SG         | 26         | 2          | 1 962 972 $ sur 2 ans  | 947,276 $         | 2017           |
| Doug McDermott    | SF         | 23         | 1          | 7 141 440 $ sur 3 ans  | 2 380 440 $       | 2018           |
| Nikola Mirotić    | PF         | 24         | 1          | 16 631 175 $ sur 3 ans | 5 543 725 $       | 2017           |
| E'Twaun Moore     | SG         | 26         | 4          | 1 963 584 $ sur 2 ans  | 1 015 421 $       | 2016           |
| Joakim Noah       | C          | 30         | 8          | 60 000 000 $ sur 5 ans | 13 400 000 $      | 2016           |
| Bobby Portis      | PF         | 20         | 0          | 2 844 840 $ sur 2 ans  | 1 391 160 $       | 2019           |
| Derrick Rose      | PG         | 27         | 6          | 94 314 380 $ sur 5 ans | 20 093 064 $      | 2017           |
| Tony Snell        | SF         | 24         | 2          | 6 785 647 $ sur 4 ans  | 1 535 880 $       | 2017           |
| Joueurs coupés    |            |            |            |                        |                   |                |
| Richard Hamilton  | SG         | 37         | 14         | -                      | 333,333 $         | -              |
|                   |            |            |            |                        |                   |                |
| Total             | Total      | Total      | Total      | Total                  | 87 116 711 $      | Différence     |
| Salary Cap        | Salary Cap | Salary Cap | Salary Cap | Salary Cap             | 70 000 000 $      | - 17 116 711 $ |
| Luxury Tax        | Luxury Tax | Luxury Tax | Luxury Tax | Luxury Tax             | 84 700 000 $      | - 2 416 711 $  |

- 2016 = Joueurs qui peuvent quitter le club à la fin de cette saison.
- 2017 (P) = Joueur disposant d'une option joueur en fin de saison.

## Transferts

### Échanges
| Février         | Février                                                                                              | Février                                          | Février                 |
| --------------- | --- | ------------------------------------------------ | ----------------------- |
| 18 février 2016 | Échange à trois équipes                                                                              | Échange à trois équipes                          | Échange à trois équipes |
| 18 février 2016 | Vers Bulls de Chicago - Justin Holiday (d'Atlanta) - Second tour de draft 2018 (de Denver, via Utah) | Vers Jazz de l'Utah - Shelvin Mack (d'Atlanta)   | [ 2 ]                   |
| 18 février 2016 | Vers Bulls de Chicago - Justin Holiday (d'Atlanta) - Second tour de draft 2018 (de Denver, via Utah) | Vers Hawks d'Atlanta - Kirk Hinrich (de Chicago) | [ 2 ]                   |

### Joueurs qui re-signent
| Date        | Joueur            | Contrat                                                                    | Référence |
| ----------- | ----------------- | -------------------------------------------------------------------------- | --------- |
| 1er juillet | Mike Dunleavy Jr. | Contrat de 14 500 000 $ sur 3 ans                                          | [ 3 ]     |
| 9 juillet   | Jimmy Butler      | Contrat de 92 300 000 $ sur 5 ans (Option joueur pour la saison 2019/2020) | [ 4 ]     |
| 14 juillet  | Aaron Brooks      | Contrat de 2 250 000 $ sur 1 an                                            | [ 5 ]     |

#### Options joueur et équipe
| Date       | Joueur         | Option                                                                     |
| ---------- | -------------- | -------------------------------------------------------------------------- |
| 29 juin    | Kirk Hinrich   | Exerce son option joueur de 2 850 000 $ pour la saison 2015-2016           |
| 30 octobre | Tony Snell     | Chicago exerce son option d'équipe de 2 370 000 $ pour la saison 2016-2017 |
| 30 octobre | Doug McDermott | Chicago exerce son option d'équipe de 2 480 000 $ pour la saison 2016-2017 |

### Arrivés

#### Via draft
| Date      | Joueur       | Draft                          | Contrat                                                                         | Provenance               | Référence |
| --------- | ------------ | ------------------------------ | ------------------------------------------------------------------------------- | ------------------------ | --------- |
| 7 juillet | Bobby Portis | Draft 2015, Tour 1, choix n°22 | Contrat de 2 840 000 $ sur 2 ans (Option d’équipe pour les saisons 2017 à 2019) | Razorbacks de l'Arkansas | [ 6 ]     |

#### Via agent libre
| Date       | Joueur            | Contrat                                                                           | Provenance                 | Référence |
| ---------- | ----------------- | --------------------------------------------------------------------------------- | -------------------------- | --------- |
| 12 juillet | Cristiano Felício | Contrat de 1 400 000 $ sur 2 ans (Agent libre restreint pour la saison 2017-2018) | Flamengo Basketball Brésil | [ 7 ]     |

### Départs

#### Via agent libre
Aucun départ

#### Via Waived
Aucun joueur